# 오카방고강

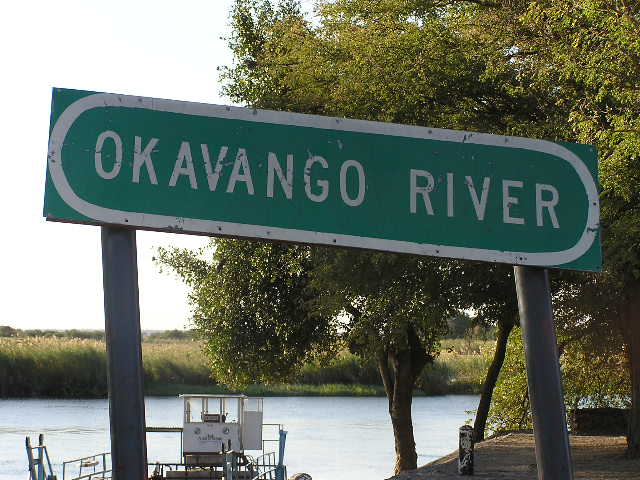
보츠와나의 오카방고강 표지

오카방고강(영어: Okavango River, 포르투갈어: Orio Cubango)은 아프리카 남서부에 위치한 하천이다. 이 강의 총 길이는 1,600 km로 남부 아프리카에선 네 번째로 긴 강이다. 앙골라의 쿠방고강에서 발원하며 앙골라와 나미비아의 국경선을 형성하는 곳에 흐른다. 그 후 보츠와나의 모레미 생태보전지구로 흘러들어간다.
보츠와나로 흘러들어가기 전, 최대 1.2 km까지 펼쳐져 있던 강폭은 4 m 가량으로 줄어들고 포파 폭포(Popa Falls)라는 급류를 만든다.
광범위한 내륙 퇴적분지를 만들어내며 오카방고강은 바다로 흘러가지 않는다. 이 강은 바다로 흘러가는 대신 칼라하리 사막으로 흘러 들어가는데 그 곳에서 오카방고 삼각주(Okavango Delta, Okavango Alluvial Fan)를 만든다. 우기가 되면 보테티강(Boteti River)으로 합류하는데, 이 강의 습지는 매번 여름마다 수만마리의 홍학이 모여드는 "막가디카디 경반(Makgadikgadi Pans)"을 만든다. 강의 일부는 은가미호(Ngami Lake)로 흘러들어 가기도 한다.
강 유역 대부분이 아직 개발되지 않은 곳으로 자연생태가 잘 보존되어 있는 것으로 유명하며 보츠와나의 "모레미 생태보전지구" 도 오카방고 지역에 위치해 있다. 강폭의 변동이 심해 선박을 통한 내륙 항해는 불가능하다.

## 주변 지역의 역사
이전에 오코방고강이라 불리기도 했던 이 강은 나미비아의 오카방고족에서 그 이름을 따왔다. 영국의 선교사이자 탐험가인 데이비드 리빙스턴이 유럽인으로서는 처음으로 오카방고 강을 발견한 것으로 전해지는데, 그는 1849년 이 강의 삼각주에 도착한 것으로 알려져 있다.

## 지리

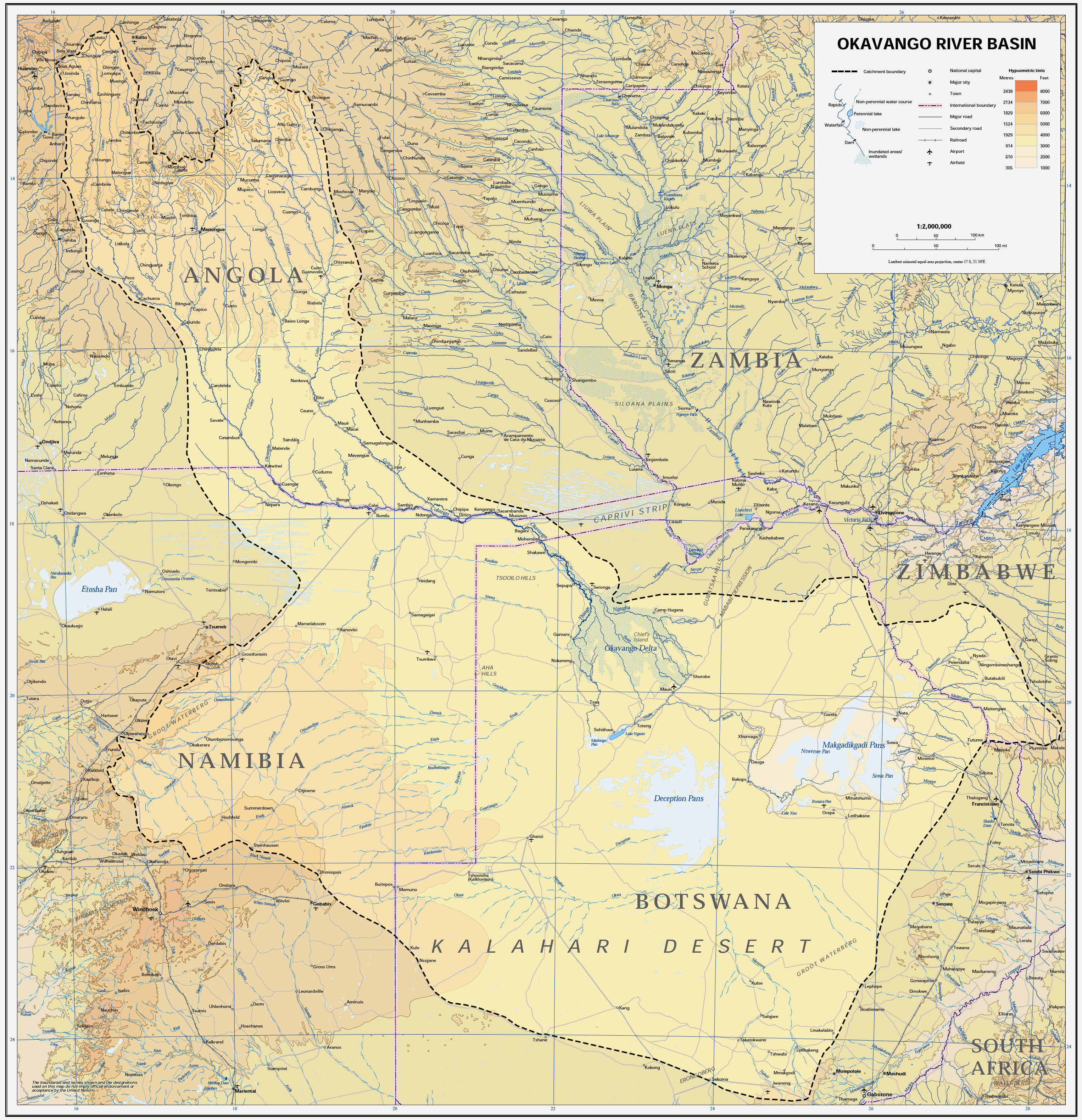
오카방고 유역의 지도

상류에서는 삼림지역을 통과하여 흐르는데 이 삼림 지역은 그 지방에서는 '미옴보'라고 알려져 있으며, 나무껍질피륙나무가 주종을 이룬다. 카이운도 남쪽의 칼라하리 사막에서는 보다 듬성한 삼림지가 나타나는데, 이곳을 바이케아에아 삼림지대(건조 산림지)라고 부르며, 로디지아 티크나무(모쿠시라고도 함)가 주종을 이룬다.
이 강 북쪽 지역의 식생은 서부와 동부 두 지역으로 나뉘는데, 서부지역은 치쿨레칸디 모래평원이라고 불리며, 동부지역은 삼각주 북쪽까지 이르는 음분다로 알려져 있다. 이 두 지역은 모두 아카시아 나무가 흩어져 있는 건조초원으로 덮여 있으며, 이 초원의 특징은 모세세(Burkea africana) 가 나타난다는 것이다. 삼각주에는 파피루스 갈대가 촘촘히 자라 운하가 계속 막히기 때문에 강의 흐름이 바뀌기도 한다.
삼각주에는 츠와나족(바츠와나족)이 주로 사는데 이들은 체체파리의 번식을 억제하기 위해 고심하고 있다. 모레미 야생동물보호구역은 오카방고 습지 북동부 모서리의 3,788 km2 정도 되는 면적을 차지하고 있다. 이곳에 살고 있는 야생동물은 사자·치타·물소·누영양·하마·얼룩말·들개·악어를 비롯하여 종이 다양하며, 그 수도 매우 많다. 조류로는 황새·따오기·왜가리·해오라기·두루미·되새가 있으며, 오리·기러기·메추라기 등도 많이 살고 있다. 어류는 잉어·강꼬치고기·돌잉어류·실벤자리 등이 많으며 그밖의 종류도 다양하다.

## 수원에 대한 갈등
나미비아와 보츠와나는 모두 심각한 가뭄을 겪고있는 지역으로 이 강물의 사용을 두고 큰 갈등을 벌여왔다. 나미비아는 300 km 길이의 수로를 건설하고 있고 250 km 길이의 관을 추가로 만들어 오카방고강으로부터 나미비아에 물을 공급하려는 계획을 가지고 있다.
보츠와나는 오카방고 삼각주를 관광수입과 수원으로 사용하고 있다. 보츠와나의 수자원 관리 부서는 이미 이 강의 97 % 정도가 증발을 통해 소실되며 추가적인 소실은 강자체를 없애버릴 위험이 있다고 주장했다.
그에반해 나미비아는 이 계획이 총 강물의 0.5 %만을 끌어오는 곳에 불과함을 주장했다. 이 논쟁은 대체 수자원으로 물색하거나 UN의 중재를 받아 해결하는 방법도 있었지만 1994년 나미비아와 보츠와나는 "오카방고강 협의체"(OKACOM)를 체결하여 오카방고강의 물을 양국이 공유하기로 합의했다.

## 홍수
오카방고 삼각주 지역의 급류를 거대한 이 지역 생태계의 동맥이라 가정하면 그 심장은 이곳에서 1250 km 떨어진 앙골라의 고지대가 된다. 1년에 3차례 앙골라에 비가 내리면 많은 양의 강물이 급류를 형성하며 오카방고의 삼각주로 흘러들어가게 되는 것이다. 많은 지역에서 홍수는 부정적인 의미로 통용되지만 오카방고에선 언제나 환영받는다.
1월 앙골라에 여름비가 내리면 오카방고 강의 처음 1,000 km를 흐르는 데 한 달이 걸린다. 그 후 숲과 급류를 거쳐 오카방고 삼각주에까지 이르는 250 km를 흐르는 데 4개월이 더 걸린다. 그러므로 이 강은 보츠와나의 겨울 건기인 6월~8월 사이에 가장 넓어진다. 이 시기 보츠와나 삼각주의 면적은 평소보다 3배나 커지며 그로 인해 형성된 늪은 여러 야생동물들을 끌어모아 아프리카의 가장 넓은 야생동물 군락지가 된다. 오카방고 삼각주 지역의 편평한 지형으로 인해 이 늪은 가장 넓게 형성될 경우 동서로 150 km까지 커지게 된다.